# International Chess Magazine

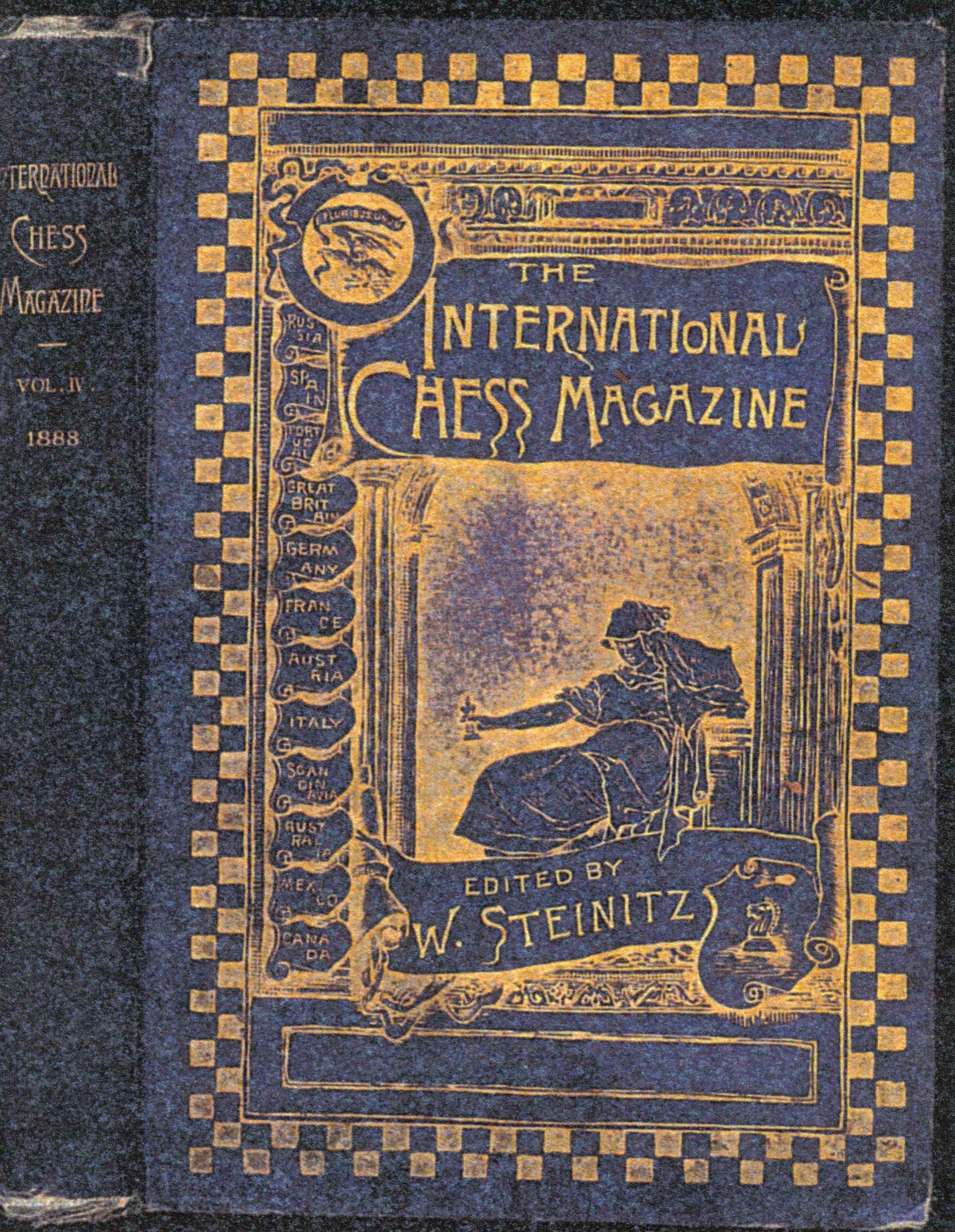
International Chess Magazine

Het International Chess Magazine (ICM) was een schaaktijdschrift dat verscheen van 1885 tot 1891, onder redactie van wereldkampioen Wilhelm Steinitz.